# Oreškovica
Oreškovica (en serbe cyrillique : Орешковица) est un village de Serbie situé dans la municipalité de Petrovac na Mlavi, district de Braničevo. Au recensement de 2011, il comptait 611 habitants.

## Démographie

### Évolution historique de la population
| 1948  | 1953  | 1961  | 1971  | 1981  | 1991  | 2002 | 2011 |
| ----- | ----- | ----- | ----- | ----- | ----- | ---- | ---- |
| 1 600 | 1 626 | 1 589 | 1 528 | 1 362 | 1 246 | 911  | 611  |

|  |